# Kiryat Ata
Kiryat Ata (tiếng Do Thái: קִרְיַת אָתָא; cũng Qiryat Ata) là một thành phố của Israel. Thành phố Kiryat Ata thuộc quận Haifa. Theo Cục Thống kê Trung ương Israel (CBS), vào cuối năm 2009 thành phố có tổng dân số của 50.700 người. Tuy nhiên, cũng vẫn còn được biết đến với tên cũ của Kfar Ata (tiếng Do Thái: כְּפַר עָטָּה).

## Lịch sử
Các bằng chứng khảo cổ ở phần đông bắc của thành phố cho thấy dấu vết của cư có niên đại đồ đồng, sắt, Hy Lạp, La Mã, Byzantine, và Mamluk.
Trong những năm đầu thế kỷ 20, các vùng đất của ngôi làng Ả Rập Kofrita được mua bởi một cơ sở tôn giáo Warsaw có tên là "Avodat Israel" thông qua các trung gian Khối thịnh vượng chung Zion Mỹ. Avodat Israel thành lập Kfar Ata năm 1925, được đổi tên thành Kiryat Ata năm 1965, khi làng được sáp nhập với Kiryat Binyamin liền kề. Trong các cuộc bạo loạn 1929 thành phố bị tấn công và bị bỏ hoang. Một năm sau đó, các cư dân trở về và xây dựng lại cộng đồng. Thị trấn được biết đến với nhà máy dệt Ata, được thành lập vào năm 1934 bởi Erich Moller. Năm 1969, Kiryat Ata đã được tuyên bố một thành phố.
Nhà máy Ata, mở cửa vào năm 1934, đã trở thành một biểu tượng của ngành công nghiệp dệt may Israel. Nhà máy có vấn đề tài chính trong những năm 1960 và đóng cửa vào năm 1985.

## Khí hậu
Kiryat Ata có khí hậu Địa Trung Hải với mùa hè nóng, khô và mùa đông lạnh và mưa. Tháng nóng nhất và lạnh nhất là tháng hai. Rất hiếm khi có tuyết rơi, nhưng tuyết đã được ghi lại ba lần trong thế kỷ 20: năm 1950, 1992 và 1999. Lượng mưa hàng năm khoảng 524 mm (21 in).

## Dân cư
Theo CBS, năm 2001, thành phần dân tộc của thành phố là 99,8% người Do Thái và không phải Ả Rập, mà không có dân số Ả Rập đáng kể. Theo CBS, năm 2001 đã có 23.700 nam và 24.900 nữ. Dân số của thành phố được trải ra với 31,4% 19 tuổi hoặc trẻ hơn, 15,7% giữa 20 và 29, 18,5% giữa 30 và 44, 18,3% 45-59 4,1% 60-64, và 11,9% 65 tuổi trở lên. Tốc độ tăng trưởng dân số năm 2001 là 0,8%.
Năm 2000, đã có 17.236 công nhân làm công ăn lương và 1.226 lao động tự do. Lương trung bình hàng tháng là 5.157 ILS. Nam giới làm công ăn lương đã có một mức lương trung bình hàng tháng của 6759 ILS (mức tăng thực tế 4,6%) so với mức 3.456 ILS của phụ nữ (mức tăng thực tế 2,7%). Thu nhập trung bình cho lao động tự do là 6.470 ILS. Có 1.092 người nhận được trợ cấp thất nghiệp và 4.153 người nhận được một đảm bảo thu nhập.